# Livek
Livek – wieś w Słowenii, w gminie Kobarid. W 2018 roku liczyła 171 mieszkańców.